# Sarusok
A Sarusok Göncz Árpád 14. és 15. század fordulóján Sopronban és környékén játszódó kisregénye, mely a magyarországi valdens eretnekek és az őket üldöző katolikus egyház találkozását mutatja be. A mű 1970-ben született, az első kiadásra azonban 1974-ig várni kellett.

## A történelmi háttér
Az író a mű előszavában egy 15. századi würzburgi kódexre hivatkozik, amely szerint 1401. január 9-én Sopronban ítéletet hirdettek valdens eretnekek egy csoportja felett. Az ítélet meglepően enyhe, arra utal, mintha a közösség vezetőit elkülönítetten vizsgálták volna, vagy egyáltalán nem kerültek volna az inkvizíció kezére.
A valdens eretnekség a 12. században a lyoni Waldo Péter követőiből alakult eretnek csoport, amelynek fő törekvései az egyházi és világi hívek közötti választóvonal felszámolása és a Biblia alapján a visszatérés az őskeresztény tanokhoz. Bár 1209-ben III. Ince pápa keresztes hadjáratot hirdetett ellenük (albigens háború), az ekkorra már Európa-szerte terjedőben lévő mozgalmat nem tudta megállítani. Magyarországot is elérték Waldo követői, és itt is alakultak valdens közösségek, de hazánkban soha nem játszottak akkora szerepet, hogy keresztes hadjáratot szerveztek volna ellenük.
Az eretnekek és az egyház küzdelme mellett szerepet kap a regényben az egyház és a városi polgárság konfliktusa is. Részben Zsigmond várostámogató politikája és az egyházzal szembeni kemény fellépése (invesztitúrajog magához ragadása) következtében megerősödik a korszakban a magyar polgárság, köztük Sopron gazdasági és jogi ereje. Az egyház azonban nem adja meg magát egykönnyen, ez megmutatkozik a regényben a Sopron környéki szőlők tulajdonjoga, a bor után a püspöknek fizetendő adó és a városon belüli borárusítási jogok körüli vitákban. Amikor azonban az eretnekek elkobzott vagyonát osztják szét, a két fél könnyen megegyezik.

## Cselekmény
A regény kezdetén Miklós ötvösmestert, a soproni valdensek vezetőjét egy kínzókamra sötét zugában találjuk, ahonnan az inkvizítor felügyelete alatt figyeli, hogyan kínozzák hittársát. A „cölesztinus” barát, aki a vizsgálatot lefolytatja, meg akarja győzni Miklóst, hogy önként válassza a katolikus hitet. Ehhez furcsa utat választ: Miután megmutatta neki, mi történik társaival, közli vele, hogy őt semmi ilyesmi nem fenyegeti, sőt, ha akar, elmehet. Bár emiatt álmatlanul forgolódik aznap a szerzetes, végül legalább részben beválik számítása. Miklós aznap rémálmot lát, amiben kétségbeesetten révészért kiált, míg a sötét éj egyre feketébb lesz, és felfal minden fényt. Ebből az álomból felriadva kisétál a rendházból, és futva elindul a sötét utcákon, hogy meneküljön a borzalmaktól, azután azonban mégis visszatér, mikor kis szünetet tartva meghallja a falakon járőröző őrszemek halk szavait.
Visszatérte után Miklós ismét vízzel álmodik, ezúttal erejét megpróbálva próbálja felszínen tartani a mellette fuldokló Istent.
A következő napok hosszú teológiai vitákkal telnek Miklós és bírája között, aminek során Miklós megismeri a barátot, aki nagy igyekezetében, hogy meggyőzze őt, teljesen felfedi gondolatait. Végül már csaknem magával is meghasonlik, irigyelni kezdi Miklóst, amiért az tud idealistaként gondolkozni és abban bízni, hogy az apostoli szegénység és a teljes egyenlőség egy működőképes társadalom alapja lehet. Egyre elkeseredettebben küzd az eretnek megtérítéséért. Felfedi előtte, hogy saját lánya jelentette fel, amit Miklós csak nagy nehezen vesz tudomásul, próbálja azzal magyarázni, hogy családját féltette Anna, és nem igaz, amit nyilatkozott. Az, hogy igenis felháborítónak tartja apja döntését, hogy apósa „hagyatékát, a szőlőt pénzzé tette, elkótyavetyélte, házának különb-különb berendezési tárgyait elherdálta, s az értük kapott pénzt istentelen henye cimboráira, kik kezük munkájából tisztességgel megélni nem tudnak, ráköltötte”, gyermekeit pedig „idomtalan nyomorba” döntötte.
Eközben Miklós fia, akire az eretnekek kiválasztottként tekintettek különlegesen elkötelezett fanatizmusa miatt, anyja egy barátja segítségével az éj leple alatt egy szál daróccsuhát és sarut viselve, koldustállal az övén kiszökik a városból. Ahogy a hajnal eloszlatja a sötétet, észreveszi, hogy még mindig látótávolságon belül van a várfaltól, és könnyen lebukhat. Az egyetlen menedéket a leprások számára a városfalon kívül kijelölt nyomortanya, a „Poklos-szer” kínálja, és ő, Krisztus és Szent Ferenc példájával bátorítva magát, rövid habozás után be is lép.
Az éppen ébredező leprások előbb csak kíváncsian tekintenek rá, de a kíváncsiság hamar ellenséges hangulatba csap át, amin nem sokat enyhít a perfekt kegyes tanítása, miszerint boldogok a szegények és a betegek. Itt nevetség tárgya lesz, különösen, mikor megfürdeti az egyik leginkább gúnyolódó poklost. Egyedül egy fiatal lány talál reményt szavaiban (akit beléptekor még anyókának nézett). Végül szavai hatására kitör a verekedés a betegek között. Egy, a ház előtt elbaktató járőrnek be is árulja az egyik leprás, de a katona nem hisz neki, így az üldözött élete megmenekül.
Éhezve vándorol tovább a hidegben, a nedves folyóparti országúton. Mikor a patak túlpartján meglát egy révészkalyibát, utolsó erejével átúszik, és a távol lévő révész neje gondos ápolásban részesíti, megeteti. Ez azonban nem menti már meg, lázas hallucinációi végén pár nap múlva eltávozik az élők sorából a perfekt. Térítésével itt is kudarcot vallott, az asszony kineveti azért, mert magát, sőt őt is a papokkal egy szintre helyezi. Önmegtartóztatását sem erénynek, hanem bolondságnak látja az egyszerű nő.
Végül kérésére a parti fűzfák alatt hantolják el, egy szál náddal díszítve sírját.
Miklóst végül a hosszú beszélgetések után sem tudta megbánásra szorítani a barát, így nehéz szívvel, de halálra ítéli. Miklós a tömlöcben eltöpreng azon, hogy is folyhatott az alkudozás a püspök és a városi tanács között az eretnekek elkobzott vagyonáról. Elképzeli, mint egyeztek meg, kié legyen a szőlő, lerombolják-e a házakat, és ki mekkora pénzzel válthatja meg életét. Álmában a máglyára menet végigvonul az ismerős városiak, és környező falukból a látványosságra idegyűlt parasztok között, végigtekint a céhek ismerős jelvényein, és lesütött, szégyenkező arcú egykori komáját látva elméletet gyárt, hogyan járta ki Máté tímár, hogy a máglyához tőle vegye a város a venyigét.

## Szereplők
- Miklós ötvösmester, a valdens közösség vezetője, aki flandriai inaskodása alatt került kapcsolatba a valdensekkel, és ott fordult el a világi hívságoktól, a szegénység erényét választva. Hazatérve feleségül vette volt mestere lányát, Brigittát, és apósa halála után megörökölte annak szőlőjét és házát. Ekkor feleségét választás elé állította: „mit választ, férje házát, vagy vagyonát?”. Gyermekeit is ebben a szellemben nevelte, aminek következtében fia a közösség „perfektje”, a legtökéletesebb tagja lett, míg lányát egy henteshez adta, és szinte szégyenszámba ment, hogy milyen kevés hozományt adott vele. Bár kétkezi munkájából élt, és vagyont nem halmozott, kínozta a tudat, hogy az ötvösség szenvedélyévé vált, és még hosszú évek aszkézise után is megmelengette szívét egy-egy díszes művű ékszer.
- Miklós fia, „a perfekt”. Apja kiskorától a szegénység erényét plántálta bele, és nála termékeny talajra hullottak a szavak. Önmegtagadó élete, tartózkodása minden élvezettől és elkötelezett fanatizmusa a valdens polgárok osztatlan csodálatát vonta maga után. Mikor megérkezik Sopronba az inkvizítor, egy hittársa segítségével kiszökik a várfalon keresztül, és elindul, hogy fenntartsa és terjessze a krisztusi szegénység eszményét. Meggyőződése, hogy Isten színe előtt laikusok és klerikusok (valamint nők és férfiak) egyenlők, nevetség tárgyává teszik, amint elhagyja a közösséget. A poklosok (leprások) körében szembesül vele, hogy szép eszméi a szegények körében csukott fülekre talál, csupán egy valaki hallgatja figyelemmel, a többiek kiröhögik. Egyikük fel is adta volna az épp arra járó katonánál, ha a katona a leprától való félelmében el nem zavarja a mondanivalója meghallgatása nélkül. Végül a nélkülözéstől és éhezéstől legyengülve egy egyszerű révész házában hal meg.
- Zwicker Péter cölesztinus barát, az vizsgálat vezetője. Aszkétaként él, önmaga korbácsolásától sem riad vissza. Életét az egyház, és mint ő gondolja, az igaz hit védelmére tette fel. „Isten csahos kutyája” - mondja magáról. Fő eszközei a logika, a meggyőzés és a Bibliára hivatkozás, de Miklós vallatása alatt az idő múltával egyre nehezebben talál fogást a valdens tanokon. Ezért lelkiismeret-furdalása támad, mikor Miklós makacssága arra kényszeríti, hogy máglyára küldje. Végül megnyugszik abban, hogy ő azért támadja az eretnekeket, mert ezt parancsolja a hite. Ha tévedett, akkor Miklóst hozzásegíti az üdvösséghez, ha igaza van, akkor pedig mindent megpróbált, hogy a jó útra terelje.